# حصاة المعدة

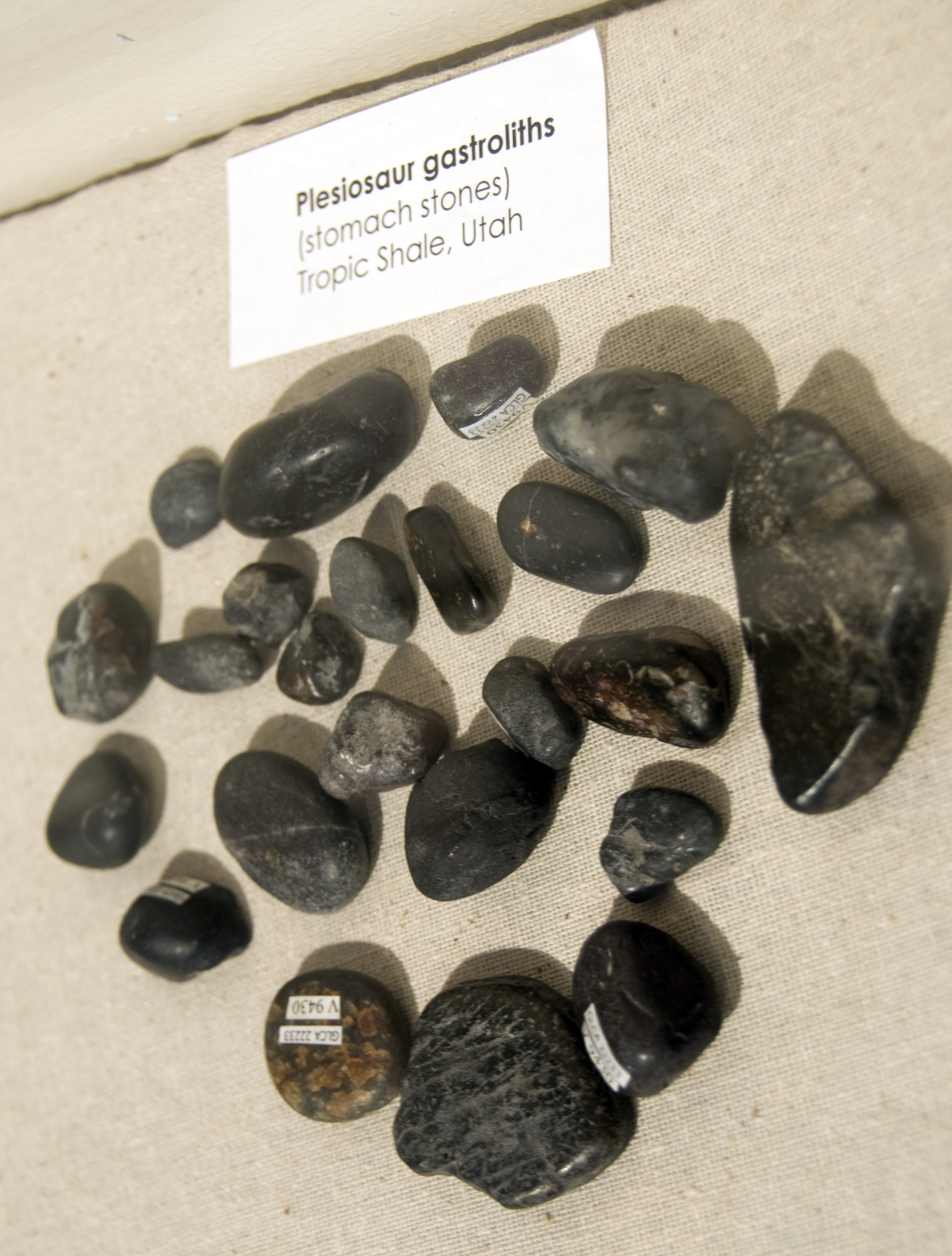
حصوات معدة للبليزوصور من منطقة الطفل الاستوائي (يوتا، الولايات المتحدة).

حصاة المعدة أو حصاة القانصة، (باللاتينية: Gastrolith)، (من الإغريقية:gastēr = γαστήρ = معدة + lithos = λίθος = حصى)، وهي صخر محتجزة داخل القناة الهضمية. وتحتجز حصوات المعدة في بعض الأنواع داخل القانصة العضلية وتستخدم لطحن الطعام لدى الحيوانات التي تفتقر إلى أسنان الطحن المناسبة. وفي الأنواع الأخرى، تُبتلع الصخور وتمر عبر الجهاز الهضمي وتتبدل بشكل متكرر. ويعتمد حجم حبيبات التربة على حجم الحيوان ودور المعدة في الهضم.